# Movimiento Democrático Popular (Dominica)
El Movimiento Democrático Popular es un partido minoritario en Dominica. El partido fue fundado en 2007 y está liderado por Williams Riviere, un exmiembro ejecutivo del Partido Laborista de Dominica. En las elecciones de 2009 postuló a tres candidatos. Sin embargo, solo  recibiendo 179 votos (0,49%) y no obtuvo ningún escaño.